# 象郡
象郡（しょう-ぐん）は、古代の中国王朝が現在のベトナム北部あるいは広西チワン族自治区一帯に設置した郡。その地理的範囲や経緯には諸説がある。

## 概要
紀元前214年（始皇33年）、秦が逋亡人（逃亡した罪人）・贅壻（貧家出身の入り婿）・賈人（商人）を動員して南方の陸梁の地を奪取し、桂林郡・象郡・南海郡の3郡を立てた。
秦が滅亡すると、趙佗が桂林郡と象郡を攻撃して併呑し、自立して南越武王を称し、南越国を建国した。
紀元前202年（高帝5年）、漢の高祖が番君呉芮を長沙王に封じ、長沙国を立てさせた。長沙国は長沙郡・豫章郡・象郡・桂林郡・南海郡を管轄することとされているが、実際には象郡が南越国の統治下にあったことは前述のとおりである。
紀元前111年（元鼎6年）、漢の武帝が南越国を滅ぼし、南海郡・蒼梧郡・鬱林郡・合浦郡・交阯郡・九真郡・日南郡・珠厓郡・儋耳郡の9郡を設置した。このうち日南郡はもとの秦の象郡とされている。日南郡を秦の象郡の郡治が置かれた地とする記述は以後の史書に踏襲されており、日南郡が現在のベトナムに位置していることから、象郡をベトナム北部とみなす説が強いが、次のような記述もまたその地理的範囲に異説を生む原因となっている。
紀元前76年（元鳳5年）、象郡が廃止され、その地は鬱林郡・牂牁郡に分属させたとされる。